# Король поза законом
«Король поза законом» (англ.  Outlaw King) — історичний фільм 2018 року режисера Девіда Маккензі. Прем'єра відбулася на Кінофестивалі в Торонто 6 вересня 2018 року. Вперше вийшов на Нетфлікс у листопаді 2018 року.

## Сюжет
Історичний фільм, що оповідає про те, як на початку XIV століття шотландський король Роберт I Брюс оголосив війну Англії, щоб підтвердити незалежність Шотландії, проголошеної в 1320 році з підписанням Арботської декларації про суверенітет.

## У ролях
- Кріс Пайн — Роберт I
- Аарон Тейлор-Джонсон — Джеймс Дуглас, 5-й лорд Дуглас[3]
- Флоренс П'ю — Єлизавета де Бург[4]
- Біллі Гоул — Едуард II[5]
- Тоні Керран — Ангус Ог[6][7]
- Лорн Макфедьєн — Ніл Брюс
- Аластер Маккензі — лорд Атол[8]
- Джеймс Космо — Роберт Брюс, 6-й лорд Аннандейла[9]
- Каллан Мелвей — Джон III Комін[10]
- Пол Блер — єпископ Ламбертонський
- Стівен Діллейн — Едуард I
- Стівен Крі — Крістофер Сетон[11]
- Сем Спруелл — Емер де Валенс, 2-й граф Пембрук
- Ребекка Робін — Маргарита Французька
- Стюарт Браун — Джинджер

## Критика
Фільм отримав змішані оцінки кінокритиків. На сайті Rotten Tomatoes фільм має рейтинг 55 % на основі 77 рецензій критиків із середньою оцінкою 5,9 з 10. На сайті Metacritic фільм отримав оцінку 58 з 100 на основі 32 рецензій, що відповідає статусу «змішані або середні відгуки».